# 캐슬 워크

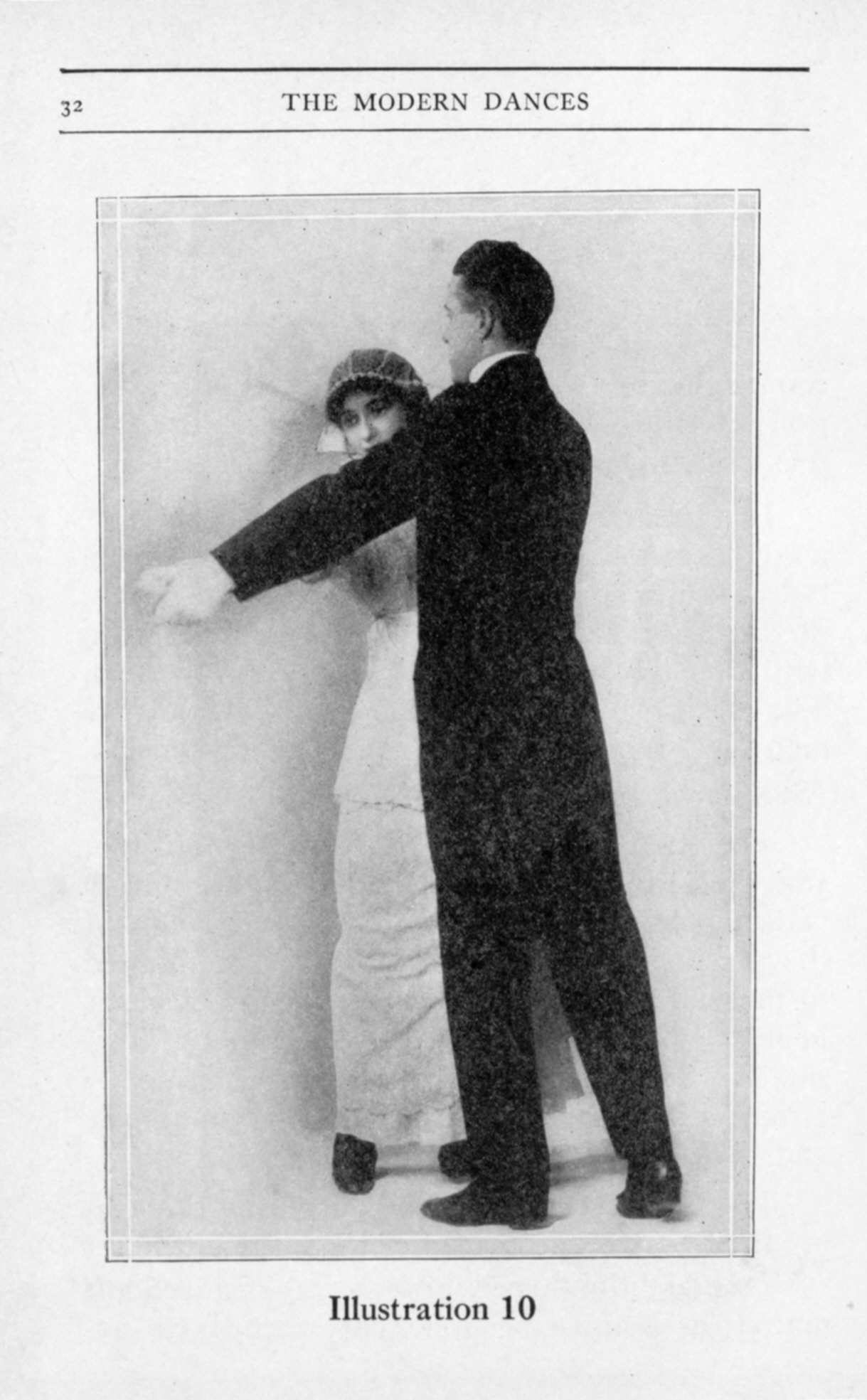

캐슬 워크(Castle walk)는 1920년대에 유행한 사교 댄스로, 짝을 지어 추며, 느릿느릿한 스텝이 특징이다.
캐슬 워크는 버논과 이렌 캐슬이 창시하고 유명하게 만든 춤이다. 캐슬 워크는 탱고에 도입되면서 인기를 얻었다. "Castle Walk"는 제임스 리즈 유럽(James Reese Europe, 1880–1919)과 포드 톰슨 다브니(Ford Thompson Dabney, 1883–1958)가 버논과 이렌 캐슬을 위해 작곡한 인기 있는 미국 노래(1914)이기도 하다. 1914년에 처음 녹음되었다.